# کریستف وارگنیر
کریستف وارگنیر (انگلیسی: Christophe Wargnier؛ زادهٔ ۲۵ مهٔ ۱۹۸۰) بازیکن فوتبال اهل فرانسه است.
از باشگاه‌هایی که در آن بازی کرده‌است می‌توان به باشگاه ورزشی آمیان اشاره کرد.